# Sonate K. 275
La sonate K. 275 (F.223/L.328) en fa majeur est une œuvre pour clavier du compositeur italien Domenico Scarlatti.

## Présentation
La sonate K. 275 en fa majeur, notée Allegro, est la sonate centrale du premier des triptyques du corpus, avec les sonates K. 274 et 276, de même tonalité mais de tempos différents. Les trois sonates se trouvent liées dans tous les manuscrits.

Le manuscrit principal est le numéro 10 du volume V de Venise (1753), copié pour Maria Barbara ; les autres sont Parme VII 2, Münster V 5a et Vienne A 5a.

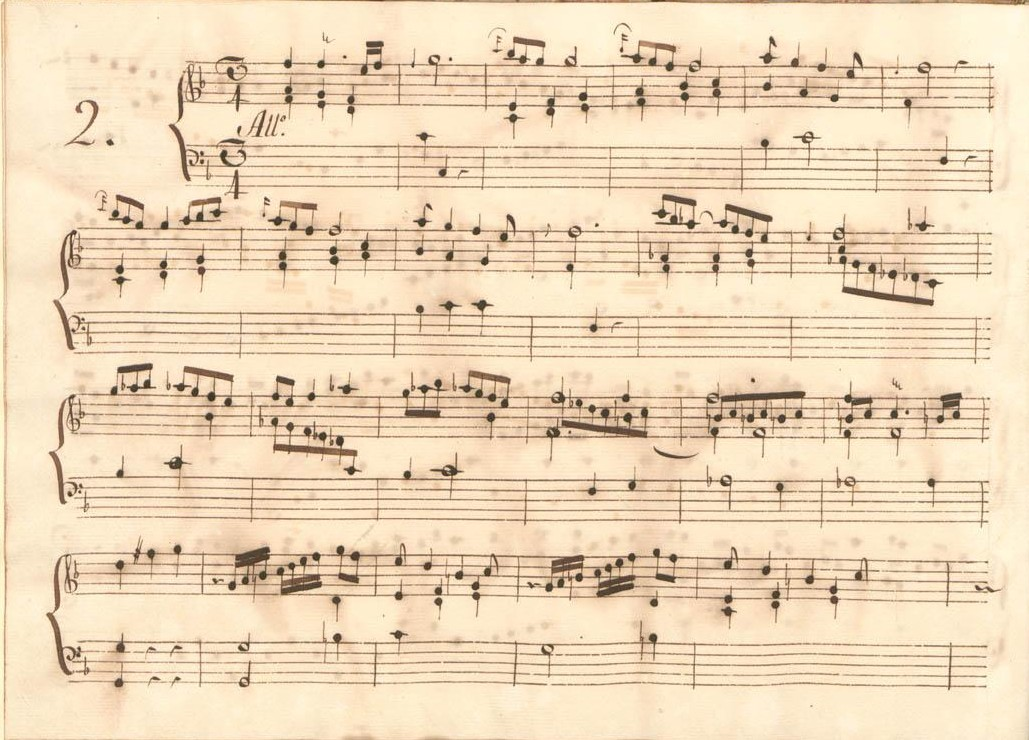
Parme VII 2.
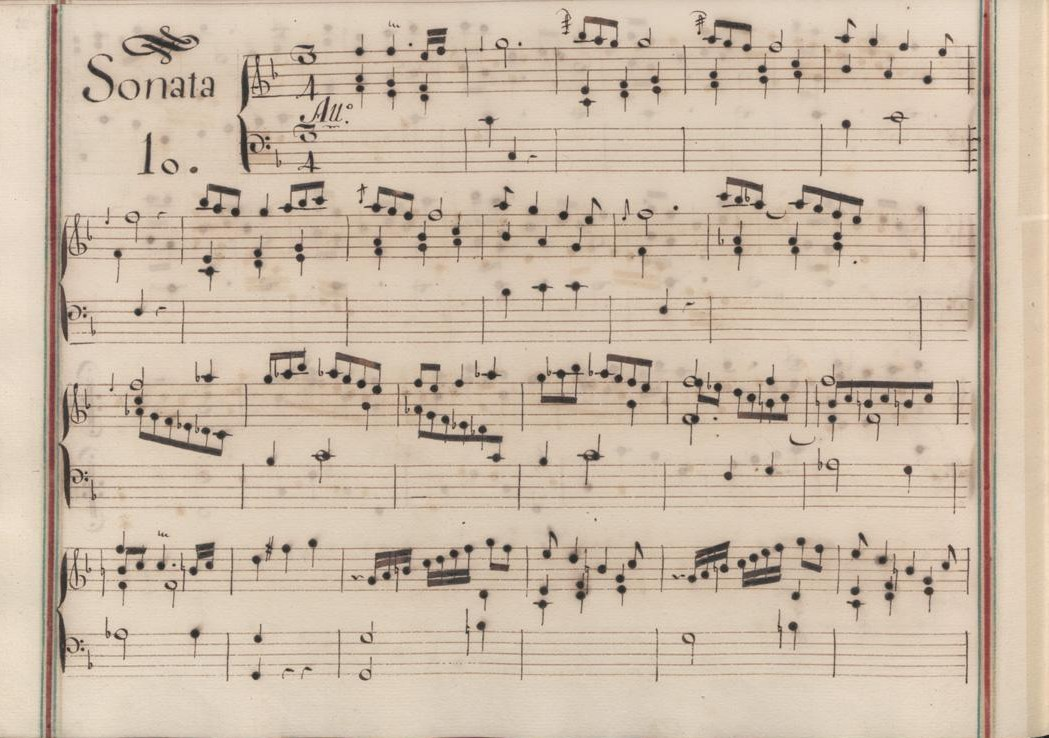
Venise V 10.

## Interprètes
La sonate K. 275 est défendue au piano, notamment par Carlo Grante (2012, Music & Arts, vol. 3) ; au clavecin par Luciano Sgrizzi (1964, Accord), Scott Ross (1985, Erato), Richard Lester (2001, Nimbus, vol. 2) et Pieter-Jan Belder (Brilliant Classics).

## Sources
: document utilisé comme source pour la rédaction de cet article.
- Ralph Kirkpatrick (trad. de l'anglais par Dennis Collins), Domenico Scarlatti, Paris, Lattès, coll. « Musique et Musiciens », 1982 (1re éd. 1953 (en)), 493 p. (ISBN 978-2-7096-0118-4, OCLC 954954205, BNF 34689181).
- Alain de Chambure, « Domenico Scarlatti : Intégrale des sonates — Scott Ross », Erato (2564-62092-2), 1985 (OCLC 891183737) .